# La benepunctalis
La benepunctalis là một loài bướm đêm trong họ Crambidae.